# Vaglio Serra
Vaglio Serra ist eine Gemeinde in der italienischen Provinz Asti (AT), Region Piemont.

## Lage und Einwohner
Vaglio Serra liegt knapp 25 Straßenkilometer südöstlich der Provinzhauptstadt Asti entfernt. Das Gemeindegebiet umfasst eine Fläche von vier km² und hat 258 Einwohner (Stand 31. Dezember 2023). Die Nachbargemeinden sind Cortiglione, Incisa Scapaccino, Nizza Monferrato und Vinchio.

## Kulinarische Spezialitäten
Bei Vaglio Serra werden Reben der Sorte Barbera für den Barbera d’Asti, einen Rotwein mit DOCG Status, sowie für den Barbera del Monferrato angebaut.